# Thomas Henry Potts
Pour les articles homonymes, voir Potts.
Thomas Henry Potts (23 novembre 1824 – 27 juillet 1888) est un naturaliste anglais et néo-zélandais.

## Biographie
Thomas Henry Potts est le fils et le petit-fils d'un petit fabricant d'armes. Il pratique en amateur l'ornithologie, l'entomologie et la botanique. Le 2 avril 1850, il se marie avec Emma Phillips, à l'église de Bourton-on-Dunsmoor, Warwickshire. Ils auront 13 enfants.
Après la mort de ses parents, Potts émigre en 1854 en Nouvelle-Zélande où son beau-père est installé. Il y fait de nombreuses observations et décrit des espèces alors inconnues, dont le Kiwi roa
Potts est l’abréviation botanique standard de Thomas Henry Potts.
Consulter la liste des abréviations d'auteur en botanique ou la liste des plantes assignées à cet auteur par l'IPNI, la liste des champignons assignés par MycoBank, la liste des algues assignées par l'AlgaeBase et la liste des fossiles assignés à cet auteur par l'IFPNI.